# Ophiomyia negrosensis
Ophiomyia negrosensis este o specie de muște din genul Ophiomyia, familia Agromyzidae, descrisă de Spencer în anul 1962. Conform Catalogue of Life specia Ophiomyia negrosensis nu are subspecii cunoscute.